# Timandra angulata
Timandra angulata là một loài bướm đêm trong họ Geometridae.